# Hildegard Grzimek
Hildegard Grzimek, geborene Hildegard Prüfer, (* 10. Januar 1911 in Kattowitz, Oberschlesien; † 5. Mai 1984 in Kelkheim (Taunus)) war eine deutsche Buchautorin.

## Leben
Sie war die Tochter der Meta Fritsche sowie des Studienrats Max Prüfer. Nachdem 1921 die bis dahin deutsche Stadt Kattowitz Polen zugeordnet worden war und die deutschen Schulen aufgelöst wurden, übersiedelte die Familie nach Neiße. Hildegard Prüfer wurde für einige Monate bei einem Zahnarzt als Sprechstundenhilfe ausgebildet. Am 17. Mai 1930 heiratete sie in Wittenberg den Tiermedizinstudenten Bernhard Grzimek (1909–1987); das Paar übersiedelte nach Berlin-Wilmersdorf und hatte drei Söhne: Rochus (* 1931), Michael (1934–1959) und den Adoptivsohn Thomas (1950–1980).
In ihrem Buch In meinem Herzen haben viele Tiere Platz schrieb sie: „Ich empfand es als besonderes Glück, dass ich neben meinen Söhnen junge Menschenaffen großziehen konnte. Einen großen Unterschied im Verhalten zwischen Menschen- und Affenkindern habe ich nicht bemerkt. Beide waren, je nachdem, lustig und ausgelassen oder traurig und schlecht gelaunt. Und alle brauchten Mutterliebe und viel Verständnis.“
1973 wurde Hildegard Grzimek von ihrem Mann geschieden; er zog zu seiner verwitweten Schwiegertochter Erika, die er 1978 heiratete.

## Werke
- 1964: Mein Leben für die Tiere. Helios Diemer, Mainz.
- 1968: Tiere, meine lieben Hausgenossen. A. Müller, Rüschlikon-Zürich.
- 1970: In meinem Herzen haben viele Tiere Platz. Wie vor.
- 1974: Mit Tieren unter einem Dach. Büchse-Strobach, Bergen-Enkheim.